# Вестибюль

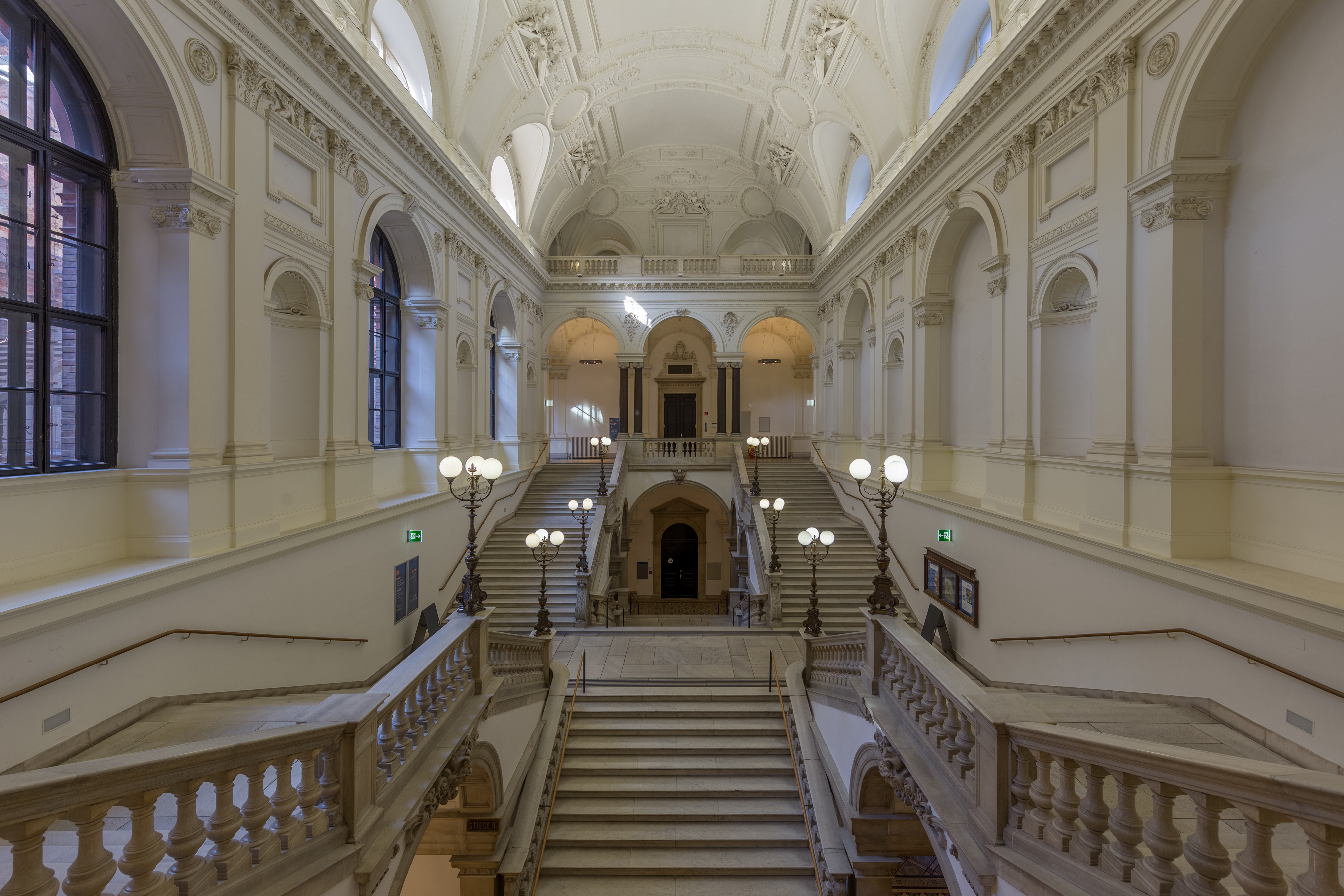
Віденський університет - вестибюль, велика бальна зала, сходи

Вестибю́ль (фр. vestibule) — перехідне приміщення в будівлях між двором й самою оселею. Зазвичай холодне, але тепліше, ніж двір. Слугує буферною зоною як перехід у теплі внутрішні приміщення.

## Етимологія
Назва походить через французьке посередництво від лат. vestibulum, тобто приміщення, присвячене богині Весті, що, як уважалось, охороняла оселю.

## Використання і приклади вестибюлів
Назва вестибюль, як престижніша, витіснила українське слово «сіни» на узбіччя мови. Останнє зустрічається тепер здебільшого в селах.
Необхідність у вестибюлях велика в середніх і високих широтах, де низькі температури взимку потребують перехідних, буферних і прохолодних приміщень до тепліших, внутрішніх. Вестибюлі, як і більшість архітектурних приміщень, несуть ознаки стилю, що домінує в ту чи іншу добу (бароко, рококо, класицизму, модерну, функціоналізму тощо).
Буферна функція вестибюля обмежує його використання та зазвичай слугує репрезентативній меті. Особливо це відзначилося в палацах, де вестибюлі мають декоративні оздоби мистецького стилю доби. Вестибюлі могли бути великими й багато прикрашеними чи навпаки, навмисно невеликими та темними, аби вразити відвідувачів рештою приміщень з розкішним декором і добре освітленими (система контрастів у бароко). Найчастіше вестибюль слугує передньою частиною парадних сходинок в палацах або ескалатора в сучасних будівлях.

## Приклади вестибюлів

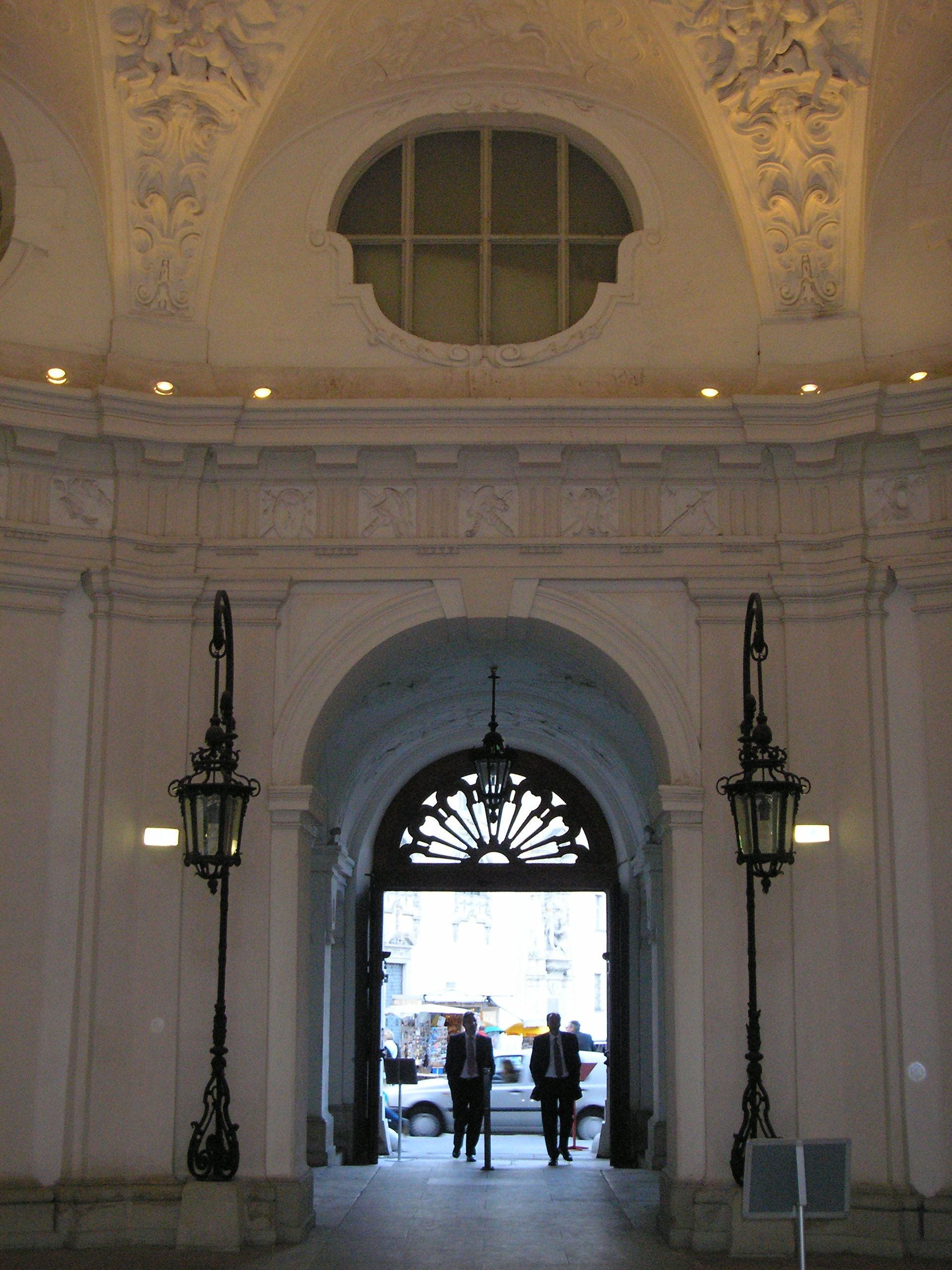
Палац Кінських. Відень. Барковий вестибюль
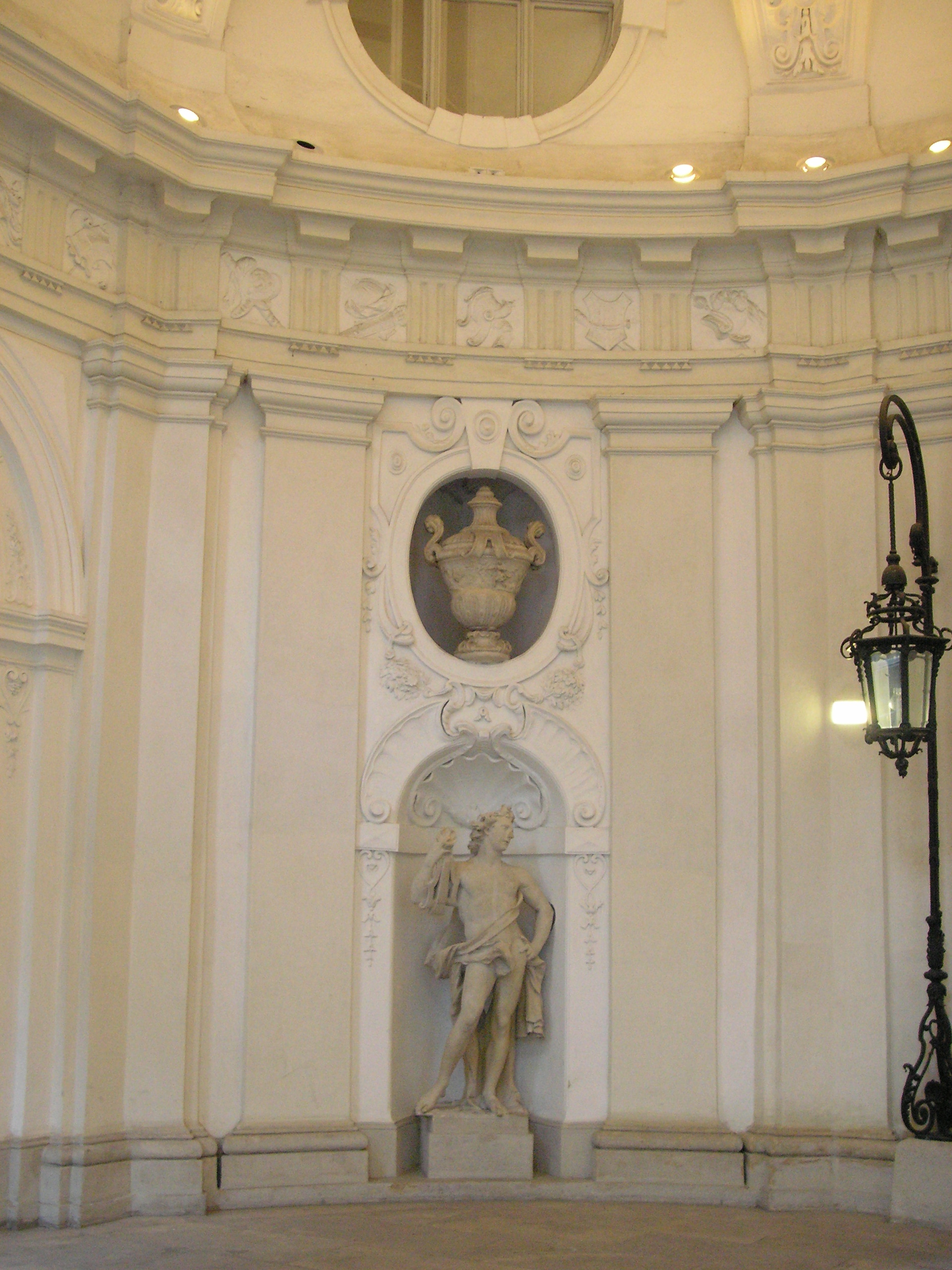
Палац Кінських, оздоблення Баркового вестибюля
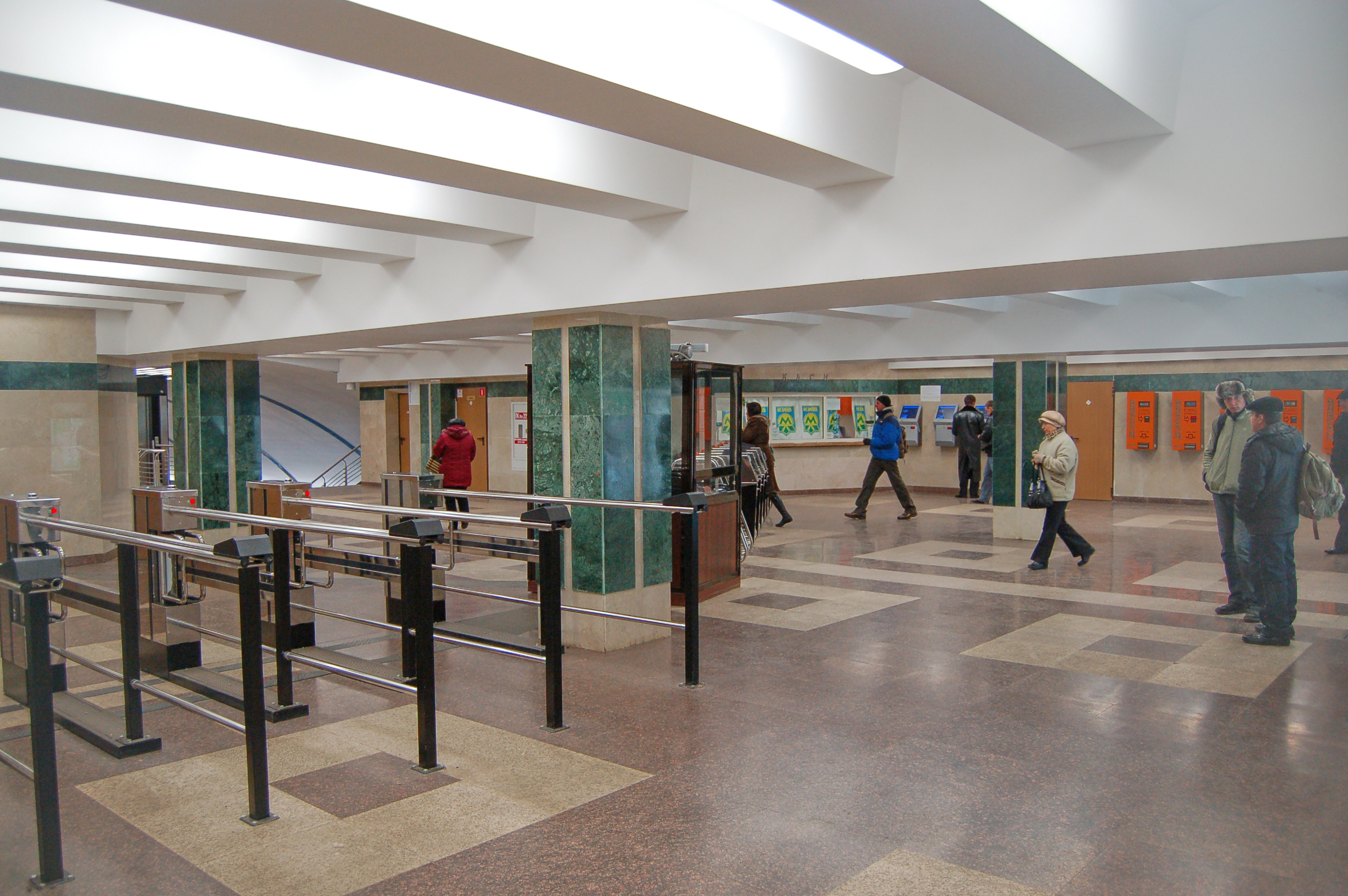
Метро Києва. Вестибюль станції "Васильківська"